# Набати, Тамир
Тамир Набати (ивр. תמיר נבאתי‎; род. 4 мая 1991, Нес-Циона, Центральный округ) — израильский шахматист, гроссмейстер (2011).
Дважды чемпион Израиля (2013 и 2016). Победитель международного турнира в г. Пардубице (Чехия, 2012) с участием 68 гроссмейстеров. В составе сборной Израиля — участник командного чемпионата мира (Нинбо, Китай, 2011).

## Изменения рейтинга
| Графики недоступны из-за технических проблем. См. информацию на Фабрикаторе и на mediawiki.org. |